# Mallory Comerford
Mallory Comerford, född 6 september 1997, är en amerikansk simmare.

## Karriär
Comerford vann sin första VM-medalj på långbana i Budapest 2017 då hon simmade första sträckan i finalen när USA vann 4x100 meter frisim. I samma mästerskap ingick hon även i lagen som vann guld på 4x200 meter frisim och 4x100 meter medley mix.
I juni 2022 vid VM i Budapest erhöll Comerford ett brons då hon simmade i försöksheaten på 4×100 meter frisim där USA sedermera tog brons.